# 代々木高等学院

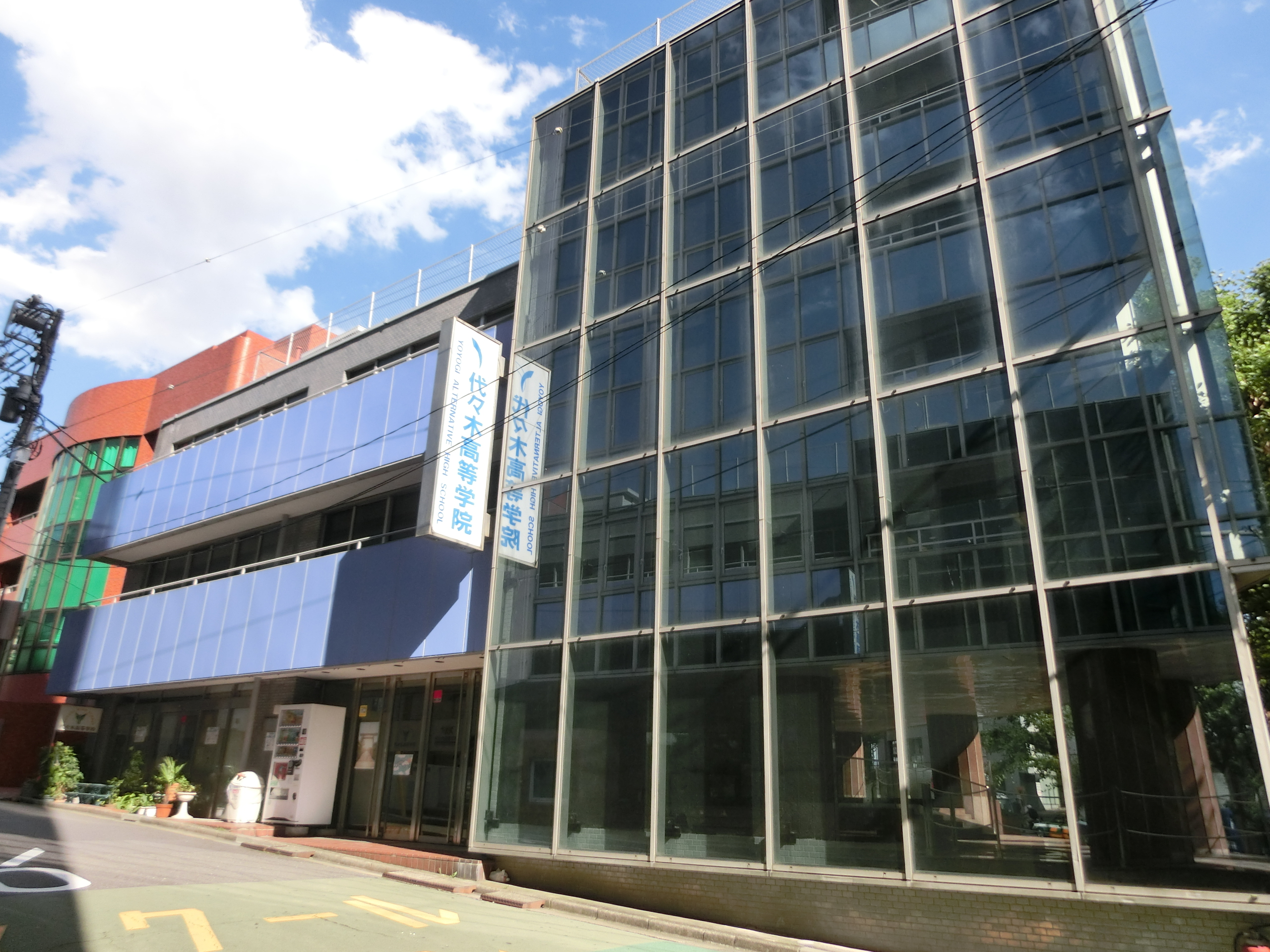
代々木高等学院

代々木高等学院（よよぎこうとうがくいん）は、代々木高等学校のサポート校である。東京都渋谷区に本部を置く。

## 概要
1993年（平成5年）に開校した通信制サポート校の一つ。無認可の高校サポート校としてオルタナティブスクールを名乗る。開校から13年で1600名余の卒業生を出している。不登校生に限らず様々な生徒を受け入れている。
また近年、学校設置株式会社を設立し、2005年（平成17年）に三重県志摩市にインターネット特区を利用して単位制通信の私立代々木高等学校を設立した。

## 所在地
- 東京都渋谷区千駄ヶ谷5-8-2